# Wilhelmine von Montléart
Wilhelmine Fürstin von Montléart-Sachsen-Curland (geborene Fitzgerald; * 23. März 1820 in Dublin; † 25. März 1895 in Wien) war eine adelige Wohltäterin im Wien des ausgehenden 19. Jahrhunderts.

## Leben

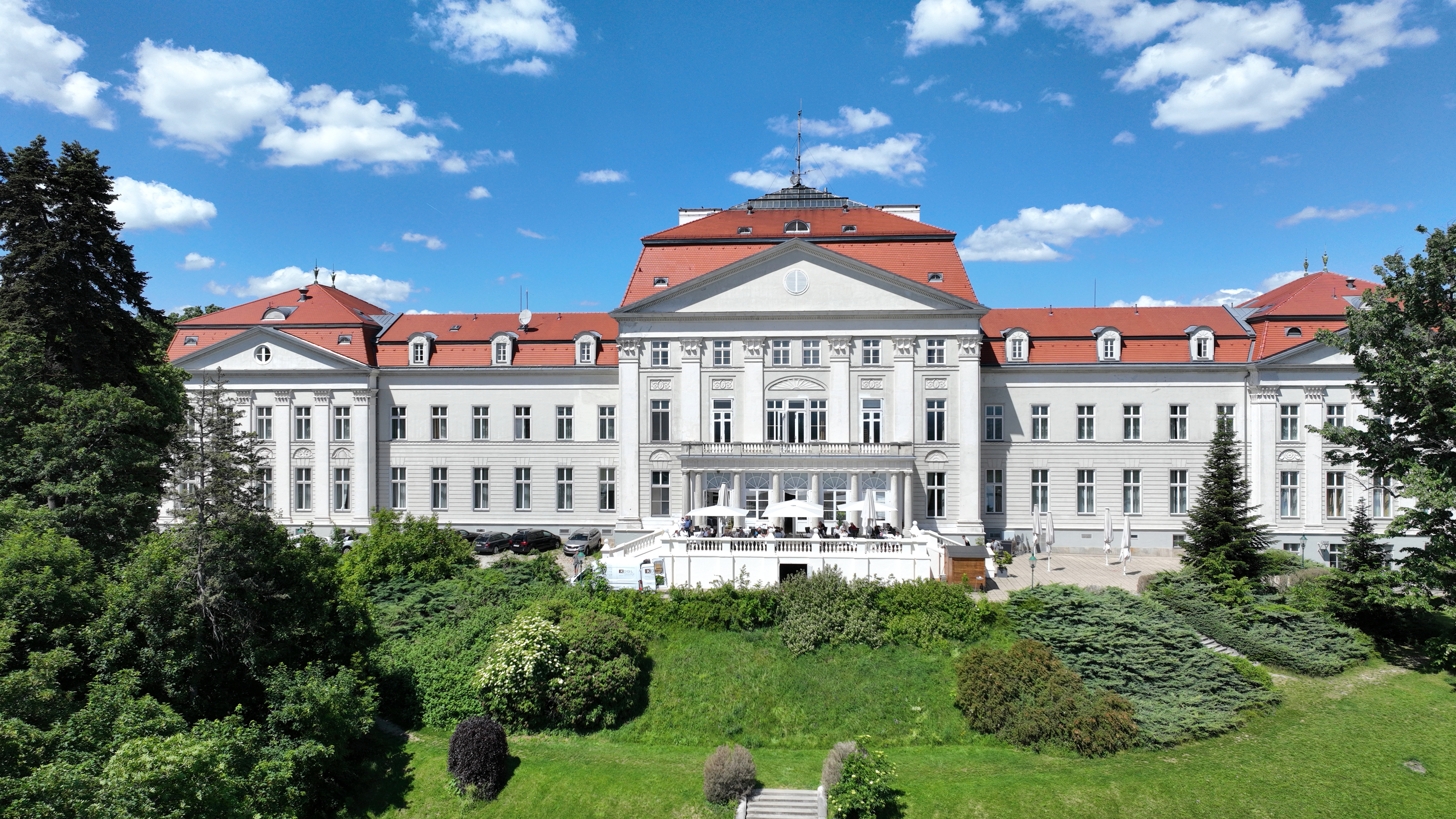
Schloss Wilhelminenberg; benannt nach Wilhelmine von Montléart

Mit zehn Jahren war Wilhelmine Vollwaise. Sie lebte im Haus ihrer Erzieherin Pauline Baronin von Effinger-Wildegg (geb. Feronce von Rotenkreutz, 1808–1905). Wilhelmine heiratete 1855 Moritz Fürst von Montléart-Sachsen-Curland (* 1812 in Avignon; † 16. März 1887 in Wien), Sohn von Jules Maximilien Thibaut, Prince de Montléart, Marquis de Rumont (* 1787; † 19. Oktober 1865) und Prinzessin Maria Christina von Sachsen (1770–1851). 1822 war Graf Montléart in den erblichen österreichischen Fürstenstand erhoben worden und hatte 1824 sehr umfangreichen Grundbesitz auf dem Gallitzinberg im heutigen 16. Wiener Gemeindebezirk, Ottakring, erworben, der nach dem Tod des Fürsten Demetrius Gallitzin 1793 durch mehrere Hände gegangen war.
Ein Jahr nach dem Tod seines Vaters schenkte Moritz 1866 seiner Gattin Schloss und Umgebung auf dem Gallitzinberg und ließ, da die Gemeinde Ottakring die offizielle Umbenennung abgelehnt hatte, das Areal mit Schildern Wilhelminenberg versehen, einem Namen, der bis heute für Berg und Schloss in Gebrauch ist; der Gallitzinberg wurde allerdings offiziell bis heute nicht umbenannt.
Ab 1879 war Wilhelmine durch eine Wirbelsäulenverletzung behindert, ihr Mann litt an einem Nervenleiden. Die beiden blieben kinderlos.

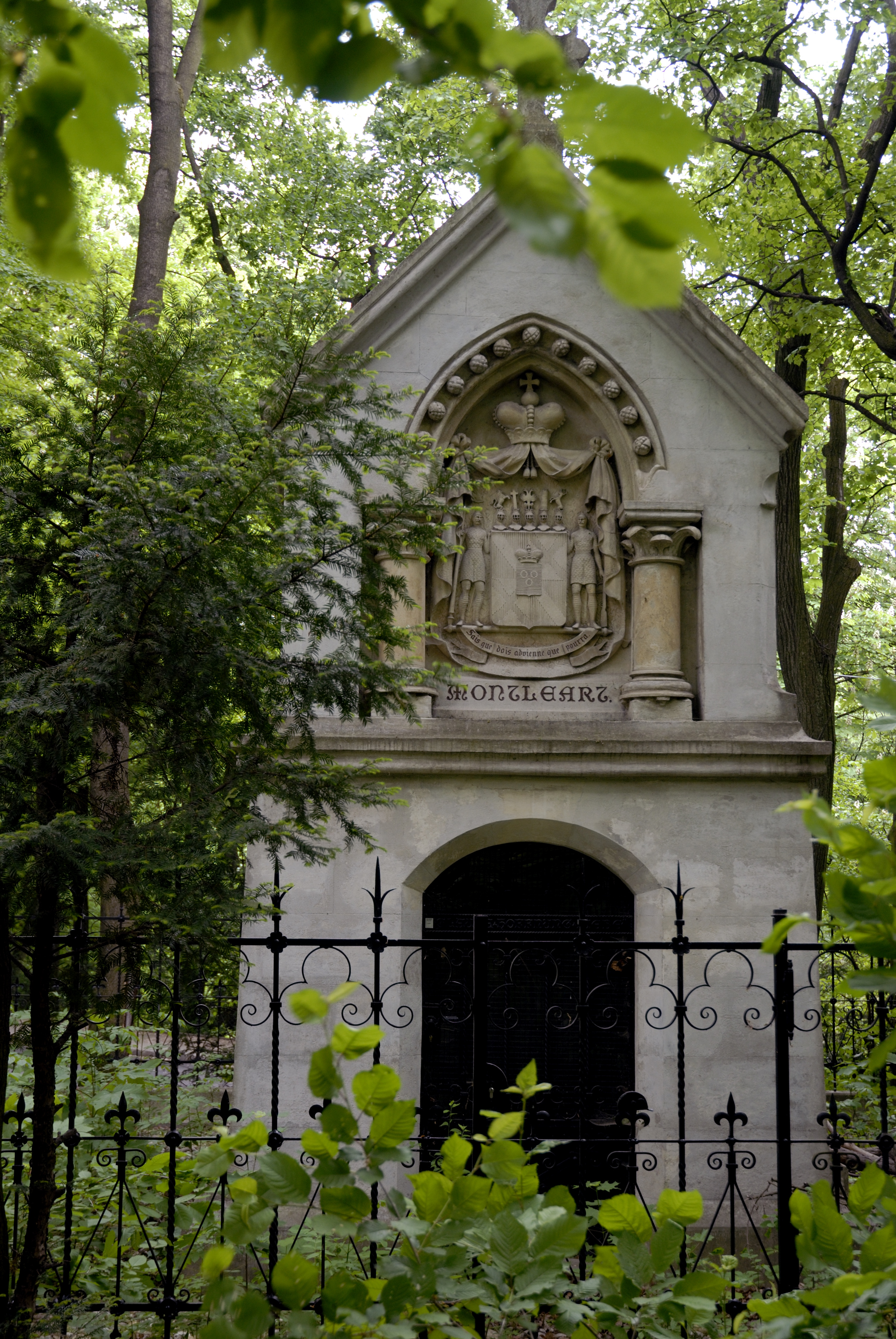
Mausoleum von Moritz und Wilhelmine von Montléart

1887 ließ Wilhelmine unmittelbar nach Moritz’ Tod das Mausoleum an der Savoyenstraße errichten, in dem Moritz bestattet wurde. In der Folge verschenkte sie diversen Besitz und widmete sich karitativen Aufgaben. Sie soll „Engel vom Wilhelminenberg“ genannt worden sein.
1888 widmete sie der Gemeinde Ottakring  aus Anlass des 40-Jahre-Regierungsjubiläums von Kaiser Franz Joseph I. 150.000 Gulden (nach Einführung der Kronenwährung 1892 als 300.000 Kronen zitiert) zum Bau eines Spitals. Es wurde 1891 eröffnet und ihr zu Ehren Wilhelminenspital genannt. Mit Wirkung vom 1. Jänner 1892 wurde Ottakring nach Wien eingemeindet; ab 1894 wurde das Spital von der Stadt Wien wesentlich vergrößert und besteht als städtisches Spital bis heute.
Wilhelmine wurde am 2. April 1895 im von ihr 1887 in Auftrag gegebenen Mausoleum bestattet.
Am 28. April 1895 wurde ein Enkel von Prinzessin Maria Christina, Erzherzog Rainer, als Erbe Wilhelmine Montléarts Besitzer des Schlosses Wilhelminenberg. In den Jahren 1903–1908 wurde das schon baufällige Schloss abgerissen und durch das heutige Schloss Wilhelminenberg ersetzt. Es wurde 1927 von der Stadt Wien gekauft und als Kinderheim verwendet; Oskar Kokoschka malte es im Auftrag der Stadtverwaltung. Heute ist es als Hotel in Verwendung.
Zur Erinnerung an die Fürstin wurden  neben dem Wilhelminenberg und dem nach ihm benannten Schloss Wilhelminenberg 1872 die Wilhelminenstraße (in den heutigen Bezirken Ottakring und Hernals), 1889 die Montleartstraße (in den heutigen Bezirken Ottakring und Penzing), 1891 das Wilhelminenspital in Ottakring und 1892 die Curlandgasse im nunmehrigen 17. Wiener Gemeindebezirk, Hernals, benannt. Nach ihrer Schwiegermutter, Maria Christina von Sachsen, ist die Savoyenstraße in Hernals benannt. Nach ihrer Erzieherin, Pauline von Effinger-Wildegg, sind der Paulinensteig und die Effingergasse in Ottakring sowie die Paulinengasse in Währing benannt.